# Acırlı
Acırlı ist eine Kleinstadt im Landkreis Midyat der türkischen Provinz Mardin. Acırlı liegt etwa 61 km nordöstlich der Provinzhauptstadt Mardin und 9 km nordwestlich von Midyat. Acırlı hatte laut der letzten Volkszählung 5.281 Einwohner (Stand Ende Dezember 2009). Vor der Umbenennung zu Acırlı hieß die Ortschaft Derizbin.